# 스마트컨슈머
스마트컨슈머는 한국소비자원이 운영하는 소비자 교육 전용 웹사이트이다. 소비자에게 필요한 주요 소비자정보를 카드뉴스, 동영상 등의 다양한 형태로 알기 쉽게 제공한다. 전체 메뉴는 「소비자교육 자료」, 소비자교육 강사양성, 「교육신청」, 소비자이슈 카드뉴스, 한국소비자자원 보고서,「생애주기별 소비자정보맵」등으로 구성되었다.
특히「생애주기별 소비자정보맵」메뉴에서는 영유아,아동기/청소년기, 청년기, 중장년기, 노년기 등 소비자가 삶을 영위해 가는 과정에서 발생할 수 있는 소비자피해 예방정보를 품목별로 분류하여 제공하고 있다. 생애주기별로 어떤 소비자문제를 다발하고 있는지 알아볼 수 있으며, 구체적 내용을 이해하기 쉬운 카드뉴스, 동영상 형태로 확인할 수 있다.
그리고「교육자료실」은 유아?어린이, 청소년, 청년, 중장년, 노인, 다문화, 장애인, 교사 등 다양한 계층의 수요자 맞춤형 정보 콘텐츠를 제공하고 있다. 특히, 언택트시대를 대비한 고령자를 위한 정보, 이민자를 위해 다양한 언어로 제공하는 정보, 장애인을 위한 정보 등 사회적배려계층을 위한 콘텐츠와 교사들을 위한 교사용 교재를 제작하여 제공하고 있다. 소비자원의 교육자료 뿐만 아니라 기획재정부, 식품의약품안전처 등 유관기관의 정보까지 한곳에 모아 제공하고 있다.
이밖에도 소비자교육 연구학교 소개 및 운영현황, 소비자리더 역량강화를 위한 교사연수 및 일반교육 신청, 소비자안전정보, 위해정보처리속도, 피해예방주의보, 품질 및 서비스 비교정보, 가격비교 정보 등을 카드뉴스, 소비자원에서 발간하는 정책연구, 시험검사, 소비자안전, 시장조사 등 연구?조사보고서 등이 있다. 그리고 소비자원의 전자잡지 「웹진 소비자시대」, 행복드림, 참가격 등 사이트의 링크메뉴를 제공하고 있다.